# Mark Feehily
Mark Feehily, Markus Michael Patrick Feehily, född den 28 maj år 1980 i Sligo (Irland), är en av medlemmarna i bandet Westlife. 
Mark Feehily, Kian Egan och Shane Filan växte alla tre upp i Sligo och har känt varandra sedan de var barn. Marks föräldrar heter Oliver och Marie (Hennes tidigare efternamn var Verdon) och han har även två bröder, Barry (född 22 januari 1985) och Colin (född 15 augusti 1989).
Den 19 augusti 2005 tillkännagav Mark att han är homosexuell. Han har varit tillsammans med Kevin McDaid, känd från pojkbandet V. De bröt förlovningen i slutet på 2011. [källa behövs] Mark spelar piano och gitarr.